# Sussat!
|  | Denne artikel omhandler popgruppen Sussat!. For den franske by af samme navn, se Sussat |
Sussat! er en grønlandsk popgruppe, der er kendt for reggae rytmer, humoristiske tekster, guitarsoloer og autotune vokal på grønlandsk. Titelnummeret fra gruppens debutalbum Sila Qaammareerpoq blev et hit på Grønland. Opfølgeren, Asaneruleraluttuinarsinnaarpasippakkimmi (“Det ser ud til at jeg kan lide dig mere og mere”) blev udgivet af Atlantic Music i 2011.

## Eksterne links
- Omtale af Sussat! på sermitsiaq.ag

| Musikgruppe | Spire Denne artikel om en musikgruppe er en spire som bør udbygges. Du er velkommen til at hjælpe Wikipedia ved at udvide den. |